# Hombres (Verlaine)
 (décembre 2021).
Si vous disposez d'ouvrages ou d'articles de référence ou si vous connaissez des sites web de qualité traitant du thème abordé ici, merci de compléter l'article en donnant les références utiles à sa vérifiabilité et en les liant à la section « Notes et références ».
Hombres (Hommes, en espagnol) est le vingt-deuxième et dernier recueil poétique en vers de Paul Verlaine, publié clandestinement à titre posthume, en 1903, par Albert Messein.
Dernier des trois recueils érotiques de l'auteur après Les Amies (1868) et Femmes (1890), qui traitaient autant de relations homosexuelles qu'hétérosexuelles, celui-ci, écrit à différentes périodes, entre 1868 et 1891,,, ne vise que l'homosexualité masculine. La première publication de Hombres date de 1903.

## Contexte et publication
Abordant sa vie intime, Verlaine détaille sans détour ses ébats avec des partenaires exclusivement masculins. Les poèmes qu’il écrit sont enracinés dans sa biographie : dans l’ombre de chacun d’eux, il y a un fait, un tourment, un aveu ou une feinte. Cette citation introduit la préface et éclaire sur la nature de l'œuvre. Jugée provocante, cette franchise entraînera la mise à l'index du recueil, qui restera longtemps occulté.

### Œuvres érotiques précédentes

#### Filles (1886-1888)
De septembre 1883 à mars 1885, Verlaine vit en province avec sa mère. Cette période se teinte d’abus : il boit, dépense beaucoup d'argent et brutalise sa mère. Il s’acoquine, au hasard de rencontres, avec des femmes telles Marie Gambier, Suzanne Villoni, Rita ou Philomène Boudin, évoquées implicitement dans le recueil.
Sa mère meurt en 1886.

#### Femmes (1888-1890)
L'existence de Verlaine reste troublée. Alcoolique et souffrant d'un genou, il est hospitalisé à plusieurs reprises à l'hôpital Broussais. Après deux séjours, son médecin lui préconise une cure à Aix-les-Bains. Il s’y rend le 18 août 1889 mais retourne à l’hôpital de Broussais en 1890.
Il se prend de passion pour l'artiste-peintre Frédéric-Auguste Cazals, rencontré en 1886. De cet homme marié, il fera son unique héritier. Mais en juin 1890, il se brouille avec lui et sombre dans une période de frénésie sexuelle qui inspire le recueil Femmes.

### Hombres (1891)
Après sa passion pour Cazals, Verlaine tombe sous la coupe d'Eugénie Krantz, une prostituée. Bien qu'elle lui mène la vie dure, il partage sa vie à l'étonnement de ses proches. Elle sera sa dernière compagne.
Si les écrits de Verlaine s'inspirent de sa vie, ce n’est pas le vécu actuel qui laboure le poème, mais le déjà vécu. Dans une œuvre à valeur d'expérience, il ressuscite des fantômes à travers un érotisme nostalgique peuplé d'hommes autant que de femmes.

#### Relation avec Rimbaud
Le recueil Hombres s'inspire explicitement de la relation amoureuse que Verlaine a entretenue vingt ans plus tôt avec Arthur Rimbaud.
Fin septembre 1871, l'adolescent de 17 ans quitte Charleville, où l'ennui le ronge, pour Paris encore bouleversé par la Commune. Dès 1870, il a émis le souhait d’intégrer le monde littéraire. Verlaine l’introduit dans l'univers sérieux du Parnasse mais aussi dans l'équivoque Cercle des poètes zutiques.
Subjugué, Verlaine quitte son épouse Mathilde et leur fils Georges pour Rimbaud. En s'affichant auprès de lui, il suscite les sarcasmes des cercles littéraires. Selon le journaliste Frédéric Martel, « leur intimité est le lieu d’une expérimentation poétique phénoménale ». En effet, Verlaine et Rimbaud écrivent ensemble, pour  l'irrévérentieux Album zutique, des poèmes parodiques tel le Le Balai, ou érotiques comme le Sonnet du Trou du Cul, Jeune goinfre  ou Remembrances, qui ne cachent rien de la sodomie. Mais leur passion devient destructrice. L'agressivité de Rimbaud isole Verlaine de son entourage. Rimbaud écrit, dans Vierge folle : « Je suis esclave de l’Époux infernal, celui qui a perdu les vierges folles. C’est bien ce démon-là ».
Après un séjour commun à Londres en 1872, Verlaine rentre à Paris pour tenter de renouer avec son épouse. Rimbaud le rappelle, Verlaine est tiraillé entre son devoir et sa passion. Leur relation atteint son paroxysme le 10 juillet 1873 à Bruxelles, où Verlaine éméché tire deux coups de revolver sur son ami. Ils n'entretiendront plus qu'un lien épistolaire, avant une dernière entrevue, assez orageuse, à Stuttgart en mars 1875.
Rimbaud meurt à Marseille le 10 novembre 1891.

## Contenu
Hombres comprend 15 poèmes : 
- I. Ô ne blasphème pas. ;
- II. Mille et Tre. ;
- III. Balanide ;
- IV. Balanide ;
- V. Sur une Statue. ;
- VI. Rendez-vous. ;
- VII. Monte sur moi. ;
- VIII. Un peu de merde et de fromage. ;
- IX. Il est mauvais coucheur. ;
- X. Autant certes la femme. ;
- XI. Même quand tu ne bandes pas. ;
- XII. Dans ce Café. ;
- XIII. Dizain Ingénu. ;
- XIV. O mes amants. ;
- Sonnet du trou du cul, écrit conjointement en octobre 1871 avec Rimbaud pour l'Album zutique.

## Édition illustrée
- La trilogie érotique : Amies. - Femmes. - Hombres. composition originale de Martin Van Maële.

### Éditions modernes de référence
- Œuvres poétiques complètes, texte établi et annoté par Y.-G. Le Dantec, Bibliothèque de la Pléiade, Gallimard, 1938 ; complété et présenté par Jacques Borel, 1962.
- Œuvres complètes, présentation chronologique d'après manuscrits, textes originaux et variantes, par Jacques Borel et Samuel Silvestre de Sacy, 2 vol., Paris, Le Club Du Meilleur Livre, 1959.
- https://www.autographes-des-siecles.com/produit/9781/
- Verlaine, P. (1903/1904)  Hombres. (Édition Régine Deforges)
- Rimbaud et Verlaine, les dessous d’une histoire d’amour explosive, Marie Haynes, 10 septembre 2020
- Podcast France Culture du 14 août 2021 : https://www.franceculture.fr/emissions/une-histoire-particuliere-un-recit-documentaire-en-deux-parties/verlaine-et-rimbaud